# Philotheca citrina
Philotheca citrina är en vinruteväxtart som beskrevs av Paul G. Wilson. Philotheca citrina ingår i släktet Philotheca och familjen vinruteväxter. Inga underarter finns listade i Catalogue of Life.